# 小行星6771
小行星6771（6771 Foerster）是一颗绕太阳运转的小行星，为主小行星带小行星。该小行星于1986年3月9日发现。

## 轨道参数
小行星6771的轨道半长轴为2.3256876 UA，离心率为0.183。